# Marchais-en-Brie
Pour les articles homonymes, voir Marchais et Brie.
Marchais-en-Brie est une commune déléguée de Dhuys et Morin-en-Brie et une ancienne commune française, située dans le département de l'Aisne en région Hauts-de-France.
L'ancienne commune, à la suite d'une décision du conseil municipal et par arrêté préfectoral du 10 septembre 2015, est devenue une commune déléguée de la nouvelle commune de Dhuys et Morin-en-Brie depuis le 1er janvier 2016.

## Géographie
Marchais-en-Brie est située au sud-est du département de l'Aisne, à vol d'oiseau à 76,8 km au sud de la préfecture de Laon, et à 18,9 km au sud-est de la sous-préfecture de Château-Thierry.
Avant la création de la commune nouvelle de Dhuys et Morin-en-Brie, le 1er janvier 2016, Marchais-en-Brie était limitrophe du département de la Marne et de 7 communes, Mécringes (2,6 km),  L'Épine-aux-Bois (2,8 km), La Celle-sous-Montmirail (2,8 km), Vendières (3,1 km), Fontenelle-en-Brie (4,1 km) et Montmirail (4,2 km).
|                                       | Fontenelle-en-Brie |                    |
| L'Épine-aux-Bois                      | Marchais-en-Brie   | Montmirail (Marne) |
| Vendières et La Celle-sous-Montmirail |                    | Mécringes (Marne)  |

## Toponymie
Le nom de la localité est attesté sous les formes Marcheis en 1110.
De l'oïl marchés , marchais « marais , mare » .
La Brie est une région naturelle française située dans la partie orientale du bassin parisien, entre les vallées de la Marne, de la Seine et la côte d'Île-de-France.

## Histoire
Marchais-en-Brie fut une baronnie relevant de la seigneurie de Montmirail.
Site de la bataille de Montmirail-Marchais remportée par Napoléon Ier le 11 février 1814.

## Politique et administration

### Liste des maires
| Période                                  | Période       | Identité    | Étiquette | Qualité                                  |
| ---------------------------------------- | ------------- | ----------- | --------- | ---------------------------------------- |
| Les données manquantes sont à compléter. |               |             |           |                                          |
| mars 2001                                | Décembre 2015 | Alain Moroy | UDI       | Retraité Réélu pour le mandat 2014-2020, |

### Liste des maires délégués
La commune déléguée, Marchais-en-Brie, étant le chef-lieu de la commune de Dhuys et Morin-en-Brie, le maire de la commune est son maire délégué. 
| Période                                  | Période                   | Identité    | Étiquette | Qualité                        |
| ---------------------------------------- | ------------------------- | ----------- | --------- | ------------------------------ |
| 4 janvier 2016                           | En cours (au 27 mai 2020) | Alain Moroy | UDI       | Réélu pour le mandat 2020-2026 |
| Les données manquantes sont à compléter. |                           |             |           |                                |

## Démographie
L'évolution du nombre d'habitants est connue à travers les recensements de la population effectués dans la commune depuis 1793. Pour les communes de moins de 10 000 habitants, une enquête de recensement portant sur toute la population est réalisée tous les cinq ans, les populations de référence des années intermédiaires étant quant à elles estimées par interpolation ou extrapolation. Pour la commune, le premier recensement exhaustif entrant dans le cadre du nouveau dispositif a été réalisé en 2005.

En 2022, la commune comptait 327 habitants, en évolution de −0,91 % par rapport à 2016 (Aisne : −1,97 %, France hors Mayotte : +2,11 %).
| 1793 | 1800 | 1806 | 1821 | 1831 | 1836 | 1841 | 1846 | 1851 |
| ---- | ---- | ---- | ---- | ---- | ---- | ---- | ---- | ---- |
| 365  | 389  | 433  | 408  | 408  | 463  | 487  | 462  | 481  |

| 1856 | 1861 | 1866 | 1872 | 1876 | 1881 | 1886 | 1891 | 1896 |
| ---- | ---- | ---- | ---- | ---- | ---- | ---- | ---- | ---- |
| 441  | 460  | 448  | 406  | 402  | 365  | 367  | 349  | 344  |

| 1901 | 1906 | 1911 | 1921 | 1926 | 1931 | 1936 | 1946 | 1954 |
| ---- | ---- | ---- | ---- | ---- | ---- | ---- | ---- | ---- |
| 352  | 335  | 298  | 273  | 269  | 237  | 235  | 218  | 207  |

| 1962 | 1968 | 1975 | 1982 | 1990 | 1999 | 2005 | 2006 | 2010 |
| ---- | ---- | ---- | ---- | ---- | ---- | ---- | ---- | ---- |
| 204  | 184  | 152  | 183  | 231  | 240  | 259  | 265  | 275  |

| 2015 | 2020 | 2022 | - | - | - | - | - | - |
| ---- | ---- | ---- | - | - | - | - | - | - |
| 328  | 334  | 327  | - | - | - | - | - | - |

## Économie
- Certaines parcelles agricoles de la commune vont prochainement entrer dans la zone de production des vins de champagne. Après dix ans d'études et autres expertises, l'institut national des appellations d'origine contrôlée (INAO) a officiellement classé, en 2018, Marchais-en-Brie parmi les communes productrices de champagne AOC. Toutefois, si les propriétaires de ces nouvelles parcelles bénéficiaires de l'appellation voient leur prix à l'hectare multiplié par environ 100, ce n'est pas avant une bonne douzaine d'années que les vignerons concernés pourront commencer à commercialiser un champagne provenant du raisin de ces parcelles.

## Culture locale et patrimoine

### Lieux et monuments
- La colonne commémorative de Montmirail, colonne commémorant la bataille de Marchais-Montmirail, construite sous Napoléon III, se trouve sur la route de Château-Thierry à Montmirail, très précisément à la limite des départements de l'Aisne et de la Marne[14].
- Table d'orientation de la mare du Tremblay où le plan de la bataille a été gravé dans le marbre. Des fermes et plusieurs stèles conservent le souvenir des combats de février 1814.
- L' église Saint-Martin du XIIIe siècle est classée monument historique.
- Toute proche, la ferme de Villefontaine, propriété privée, est un manoir qui possède une tour à chaque angle et dont la construction remonte au XIe siècle.
- Un ancien lavoir a été décoré sur le thème de la fable de La Fontaine Le lion, le loup et le renard.

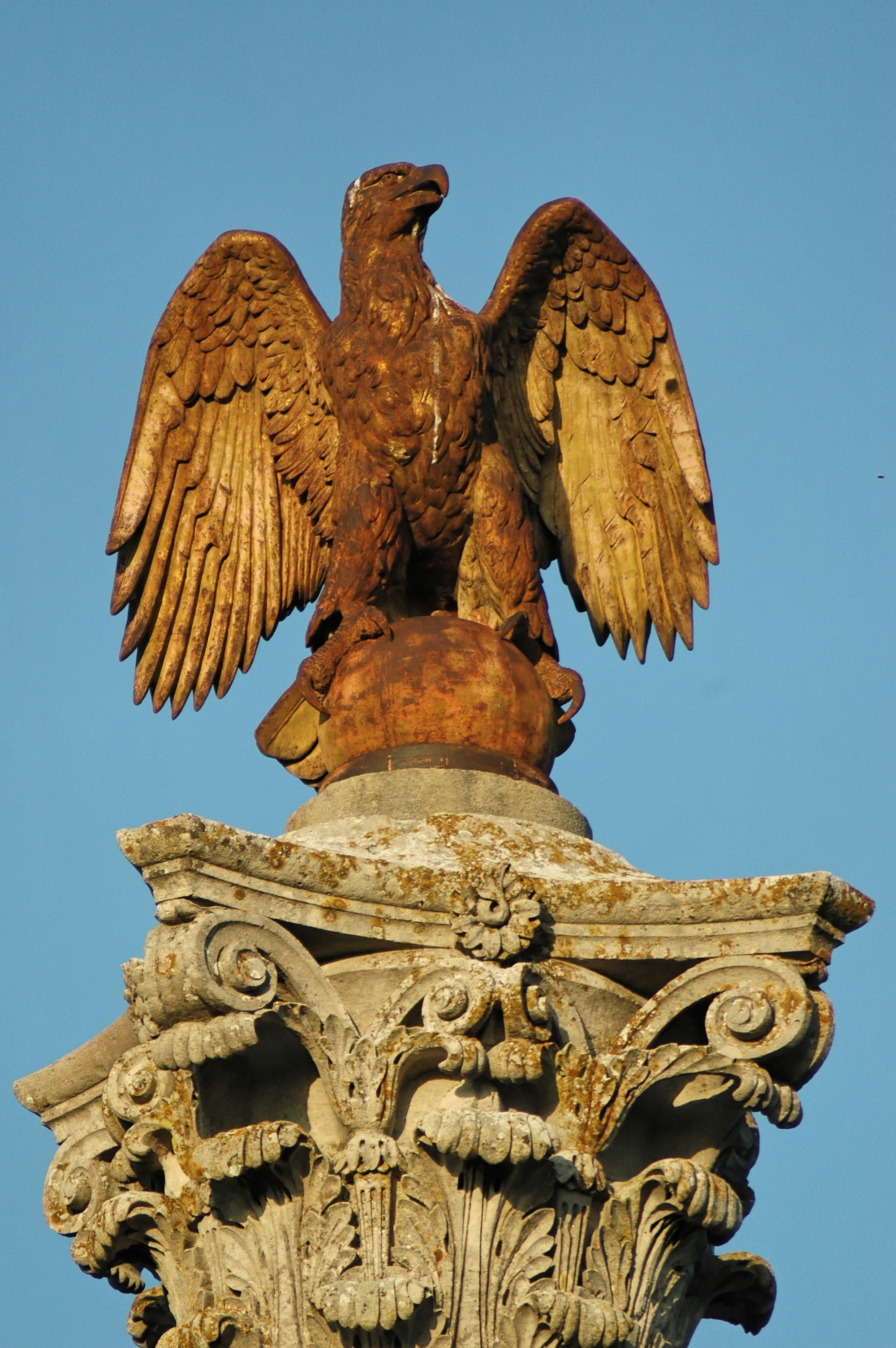
Aigle napoléonienne ornant le sommet de la colonne commémorative.
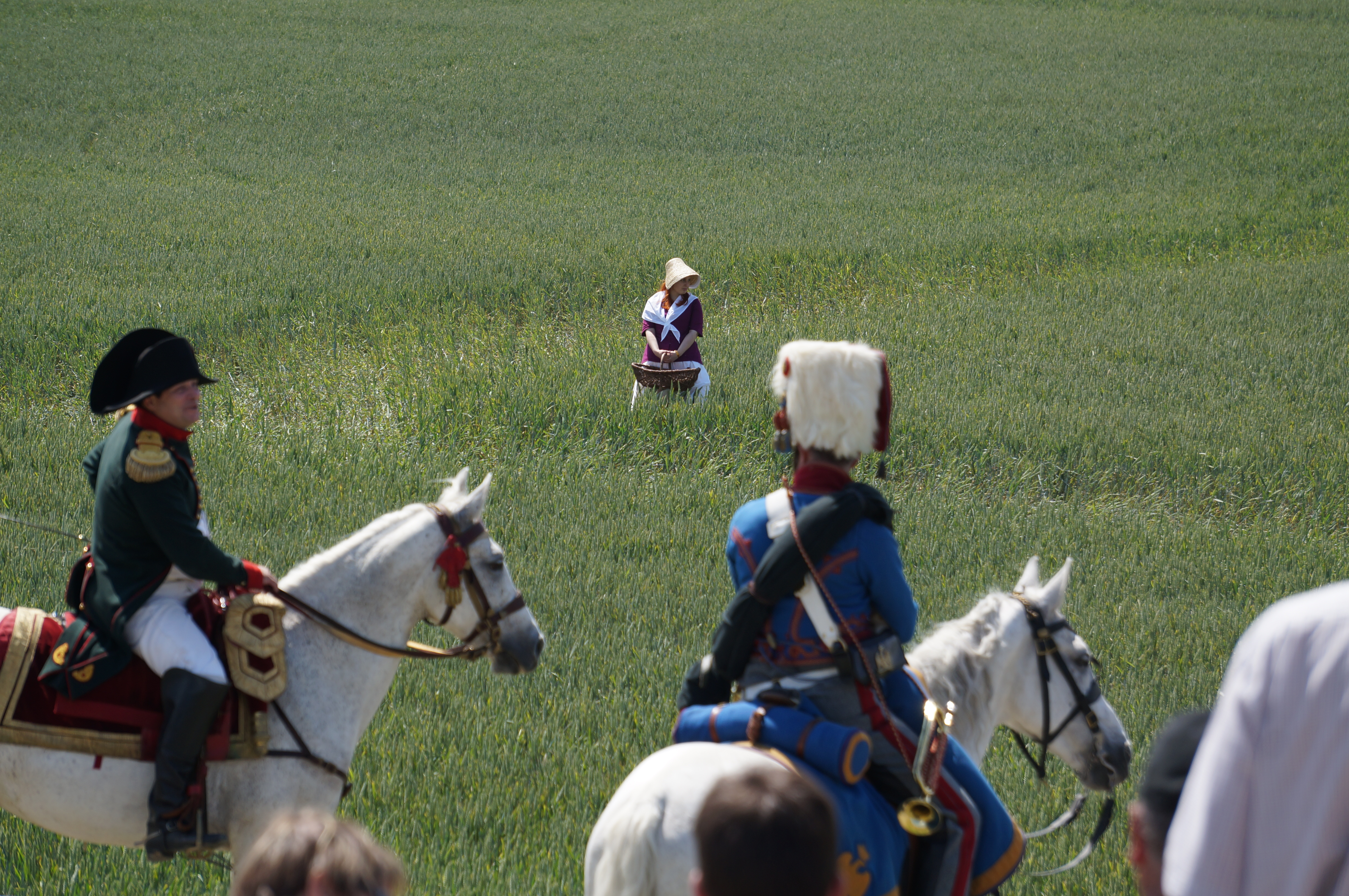
Napoléon sur le champ de bataille, bicentenaire de la bataille de Montmirail.
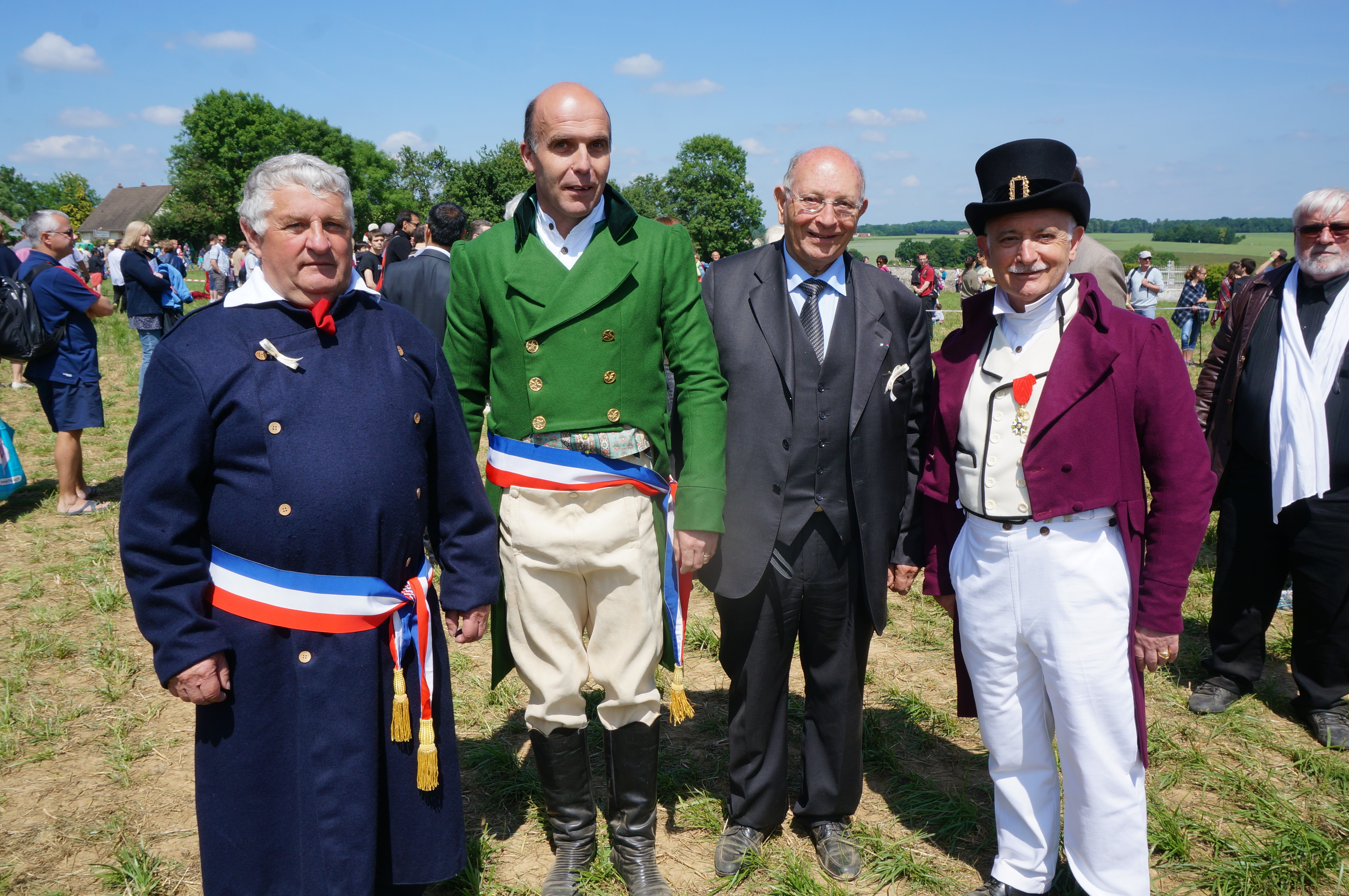
Les Maires de Marchais, en bleu et Montmirail, en vert, lors du bicentenaire de la bataille de Montmirail.
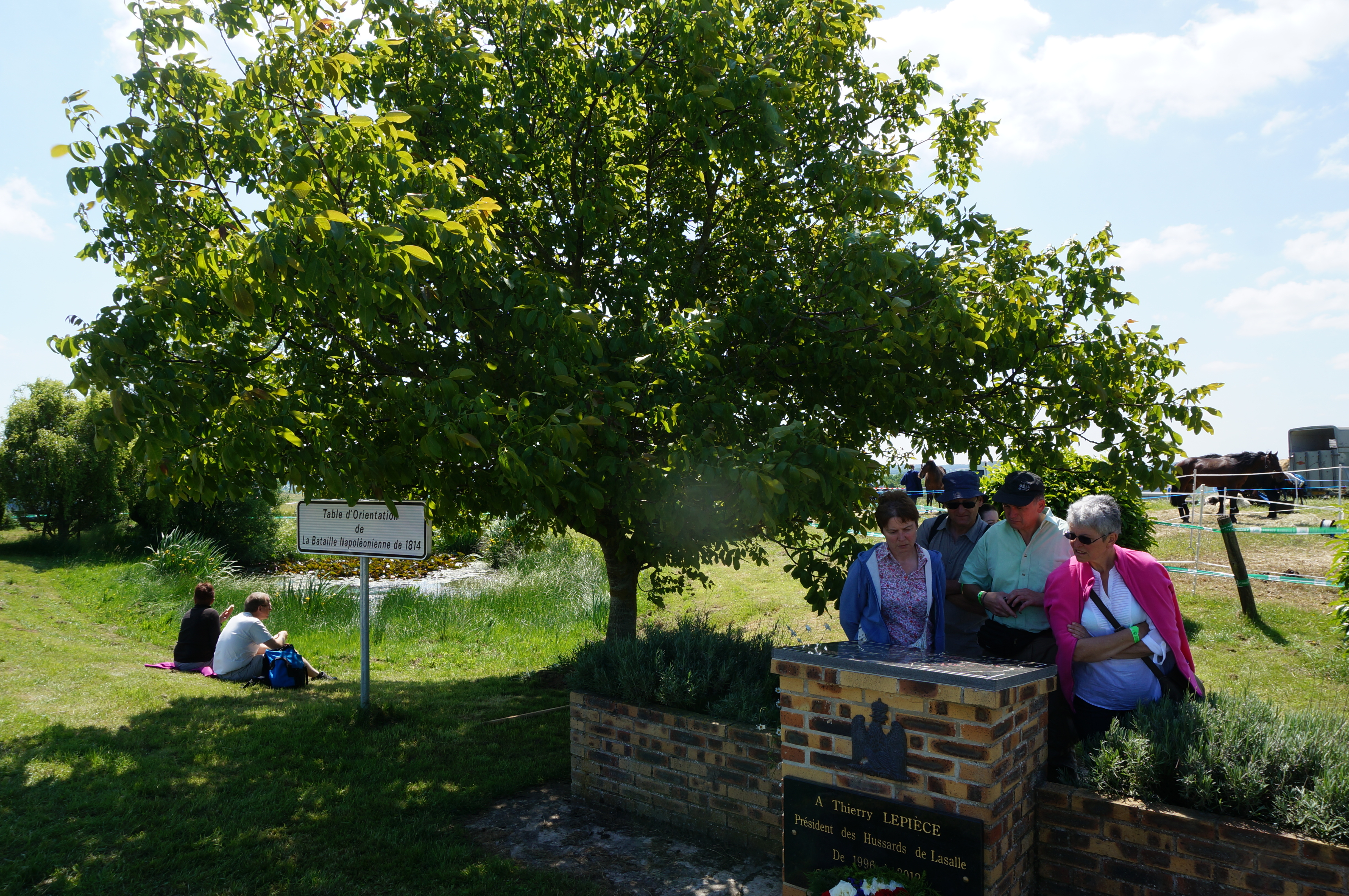
La table d'orientation.

### Héraldique
| Blason de Marchais-en-Brie | Blason  | D'azur à l'aigle impériale d'or, surmontée de la couronne impériale du même et tenant dans ses serres un foudre de gueules aux éclairs de sable. Ornements extérieursCroix de guerre 1914-1918 |
| Blason de Marchais-en-Brie | Détails | Adopté par la municipalité. |